# Martha Reeves
Martha Rose Reeves znana również jako Martha Reeves (ur. 18 lipca 1941 w Eufaula, Alabama) – amerykańska piosenkarka R&B i Soul, były polityk i wokalistka formacji Martha and the Vandellas.
Razem z zespołem stworzyła takie hity jak: "Dancing in the Street", "Nowhere to Run" i "Jimmy Mack". Od 2005 do 2006 roku Reeves była radną w mieście Detroit w stanie Michigan.

## Dyskografia

### Albumy
- 1974: Martha Reeves (MCA)
- 1975: Rainbow (Phonarama)
- 1977: For the Rest of My Life (Arista)
- 1978: We Meet Again (Fantasy)
- 1980: Gotta Keep Moving (Fantasy)
- 2004: Home To You (Itch/True Life Entertainment)

### Single
1. "Power of Love" (1974) (#76 Pop; #27 R&B)
2. "Wild Night" (1974) (#74 R&B)
3. "Love Blind" (1975) (#61 R&B)